# Copernicus (krater)
Copernicus är en nedslagskrater på planeten Mars namngiven efter den polske astronomen Nicolaus Copernicus.
Kratern har en diameter på ungefär 301 km.